# Tectocepheus knuellei
Tectocepheus knuellei är en kvalsterart som beskrevs av Jiri Vanek 1960. Tectocepheus knuellei ingår i släktet Tectocepheus och familjen Tectocepheidae. Inga underarter finns listade i Catalogue of Life.